# Rötsjön
Rötsjön är en sjö i Torsby kommun i Värmland och ingår i Göta älvs huvudavrinningsområde. Sjön är 8,7 meter djup, har en yta på 0,632 kvadratkilometer och befinner sig 450 meter över havet. Sjön avvattnas av vattendraget Hynnan.

## Delavrinningsområde
Rötsjön ingår i det delavrinningsområde (675299-131808) som SMHI kallar för Ovan Viatbäcken. Medelhöjden är 464 meter över havet och ytan är 34,65 kvadratkilometer. Det finns inga avrinningsområden uppströms utan avrinningsområdet är högsta punkten. Hynnan som avvattnar avrinningsområdet har biflödesordning 3, vilket innebär att vattnet flödar genom totalt 3 vattendrag innan det når havet efter 492 kilometer. Avrinningsområdet består mestadels av skog (65 procent) och sankmarker (27 procent). Avrinningsområdet har 0,63 kvadratkilometer vattenytor vilket ger det en sjöprocent på 1,8 procent.